# Partille kyrka
Partille kyrka är en kyrkobyggnad i centrum av Partille kommun. Den tillhör Partille församling i Göteborgs stift.

## Kyrkobyggnaden
Kyrkan är enskeppig, tornlös och uppförd av putsad och vitkalkad gråsten med tegeltäckt tak. Den uppfördes någon gång mellan 1150 och 1250 och sannolikt på grunden av en ännu äldre sannolikt en träkyrka. Socknen nämns i skrift första gången 1392. 
Östgaveln och det medeltida koret revs ned 1751-1752 för att ge plats åt nuvarande långhus. En sakristia tillkom 1769 vid den östra gaveln. Dagens vapenhus, vilket ersatte det gamla på samma ställe, ritades av Herman Schmidt på närbelägna Partille herrgård och uppfördes 1855 under hans ledning. Tillbyggnaden i öster började snart få sättningar på grund av närheten till Säveån. Det beslutades då att riva hela byggnaden och uppföra en ny kyrka på annan plats. Efter en insamling ändrades dock planerna och den befintliga byggnaden reparerades. Den har flera gånger, på grund av närheten till Säveåns, drabbats av sättningar vilka framtvingat reparationer. 
Innetaket är tunnvälvt. En läktare löper över västsidan och större delen av den norra långsidan, vars bröstning har bilder av apostlarna. 
Predikstol, altartavla och dopfunt renoverades 1915 av Teodor Wallström. År 1936 genomfördes en genomgripande restaurering under ledning av Axel Forssén, då man målade om både ut- och invändigt. Under 1960-talet fick sakristian ny inredning och i vapenhuset delades rummet för att ge plats för toaletter och en ny trappa till orgelläktaren.

## Klockstapel och klockor
Klockstapeln i trä uppfördes 1825 strax sydöst om kyrkan. Den har en kopparklädd huv och två klockor. Lillklockan är från 1653 och storklockan från 1725. Vimpeln på toppen härstammar från den tidigare klockstapeln, som var byggd 1652. Stapeln renoverades 1937.

## Inventarier
- Altaret av trä är rikt ornerat och kompletterades 1691 med altartavlan i tysk barockstil. Den donerades 1691 av Conrad von Braunjohan, dåvarande ägare till Partille herrgård.
- Dopfunten är av trä och var en gåva 1690 av Detlef Walcke till kyrkan. Den har en dopskål i mässing från 1952.
- Predikstolen är tillverkad 1702.
- En tavla på korets norra vägg har ett skeppsmotiv och inskriften "Fändricken wid Kongl. Amiralitetet Herr Martin Sunström, Född den 27 Agusty 1736, Död den 21 September 1798". Tavlan är kyrkans enda epitafium.
- En piscina finns inbyggd i nordöstra muren bakom altaret.

### Orglar
Den första orgeln ska ha varit byggd 1759 av Carl Fredrik Hjortsberg och flyttats från Släps kyrka till Partille 1859. År 1936 tillkom emellertid en ny orgel från A. Magnusson Orgelbyggeri AB. Verket byttes dock ut av samma firma 1973, fast med bibehållande av äldre delar och bakom 1936 års fasad. Den mekaniska orgeln har nitton stämmor fördelade på huvudverk, svällverk och pedalverk.

## Exteriörbilder

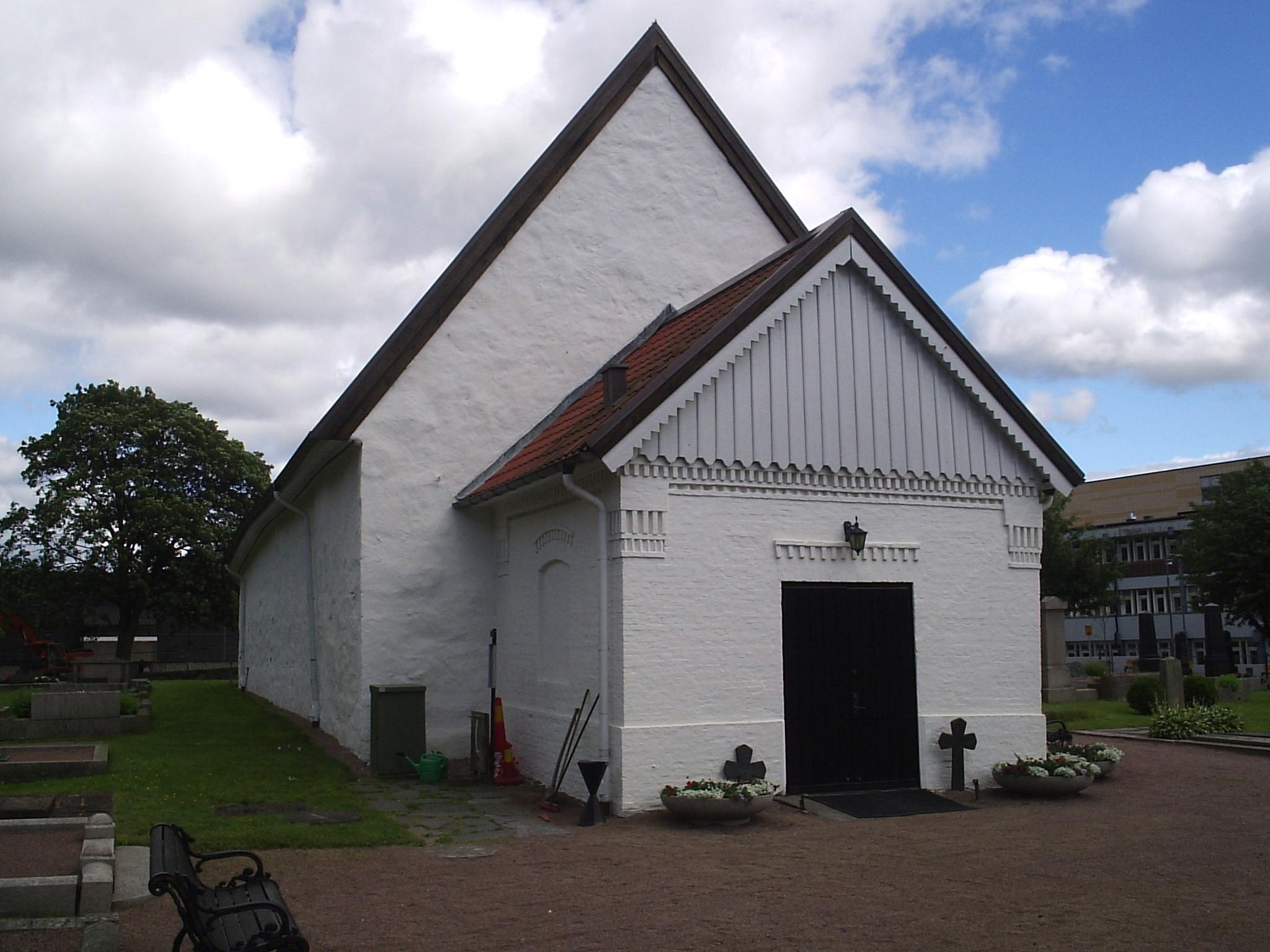
Från nordväst
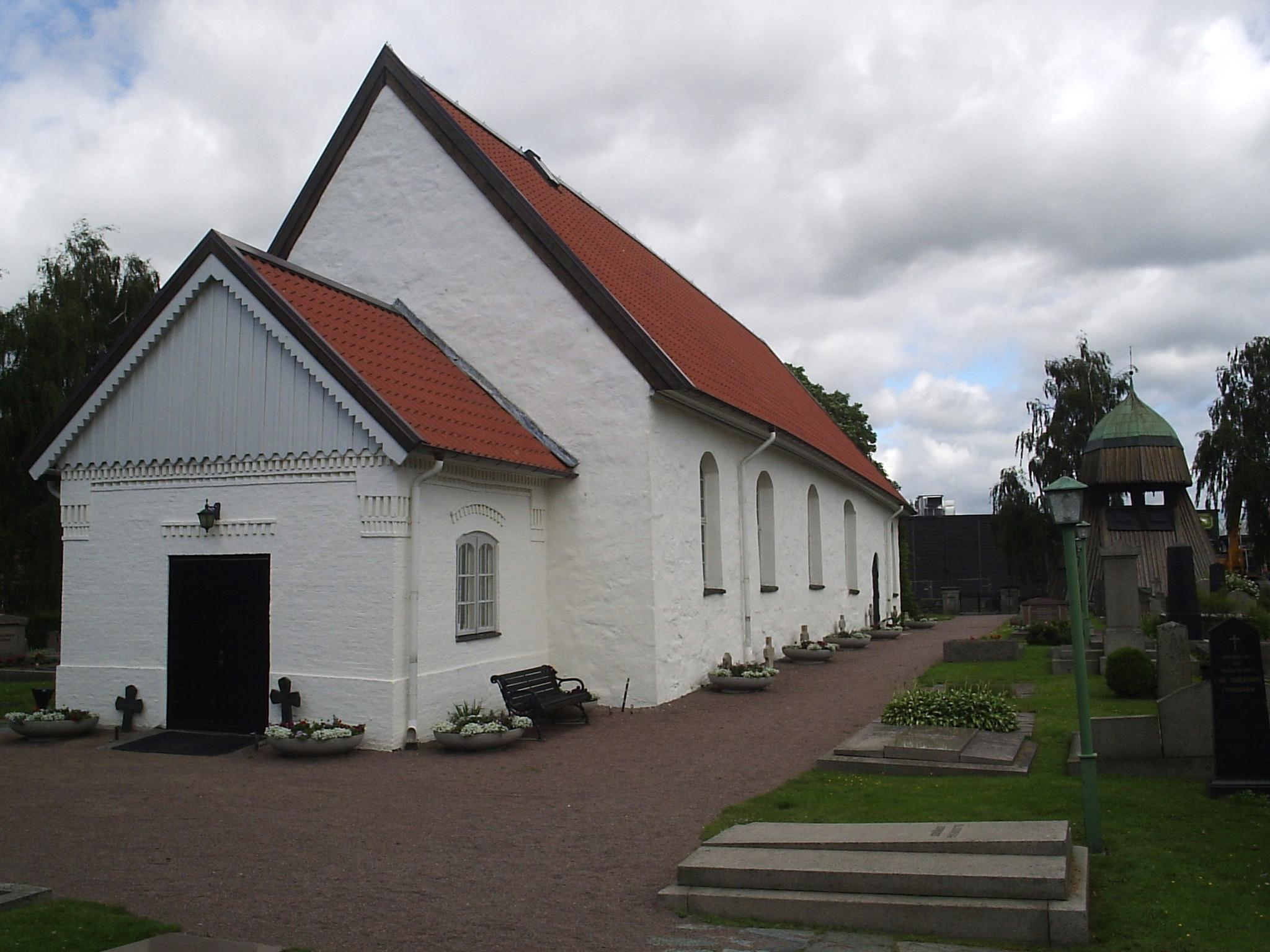
Från sydväst
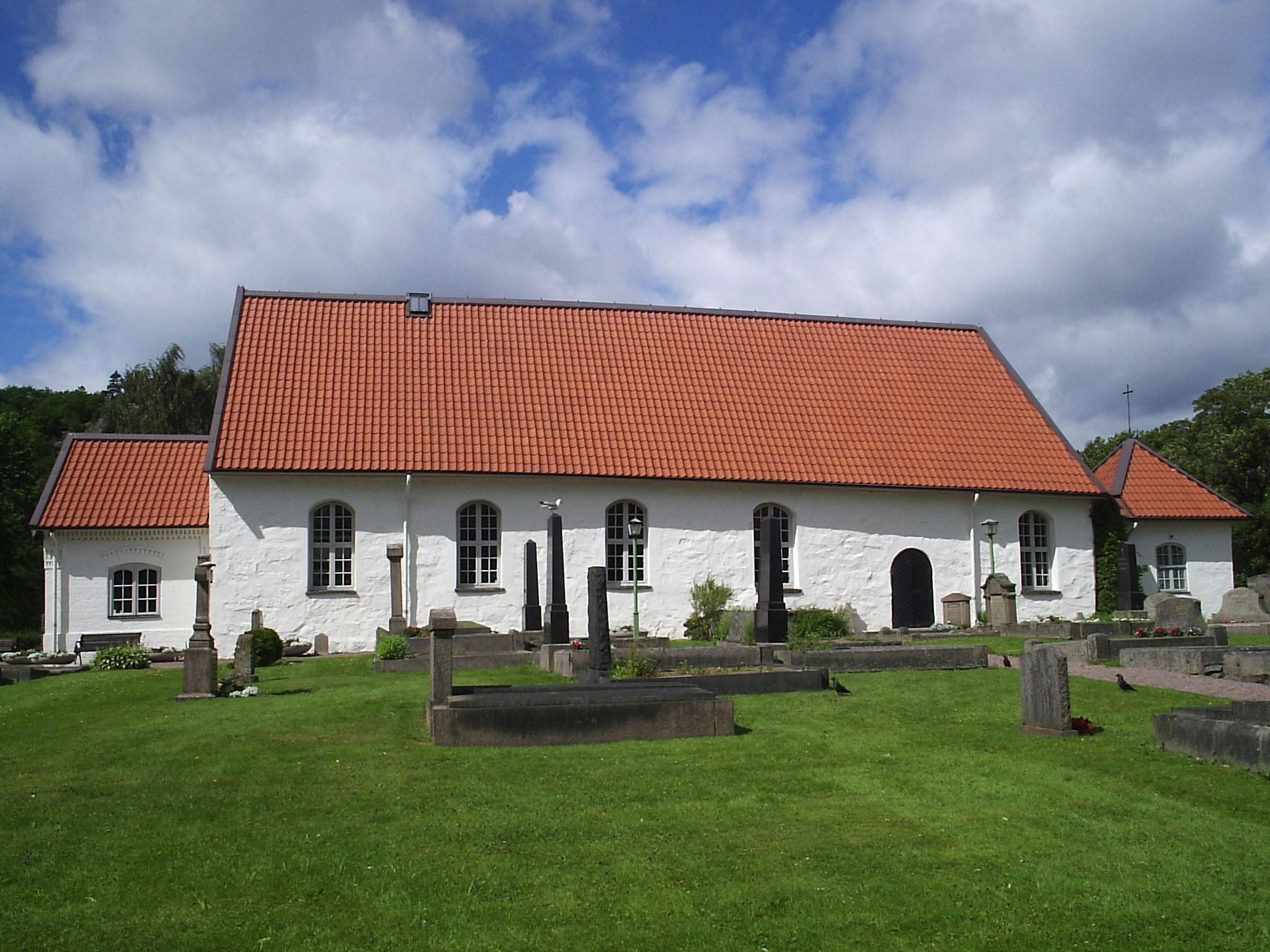
Från söder
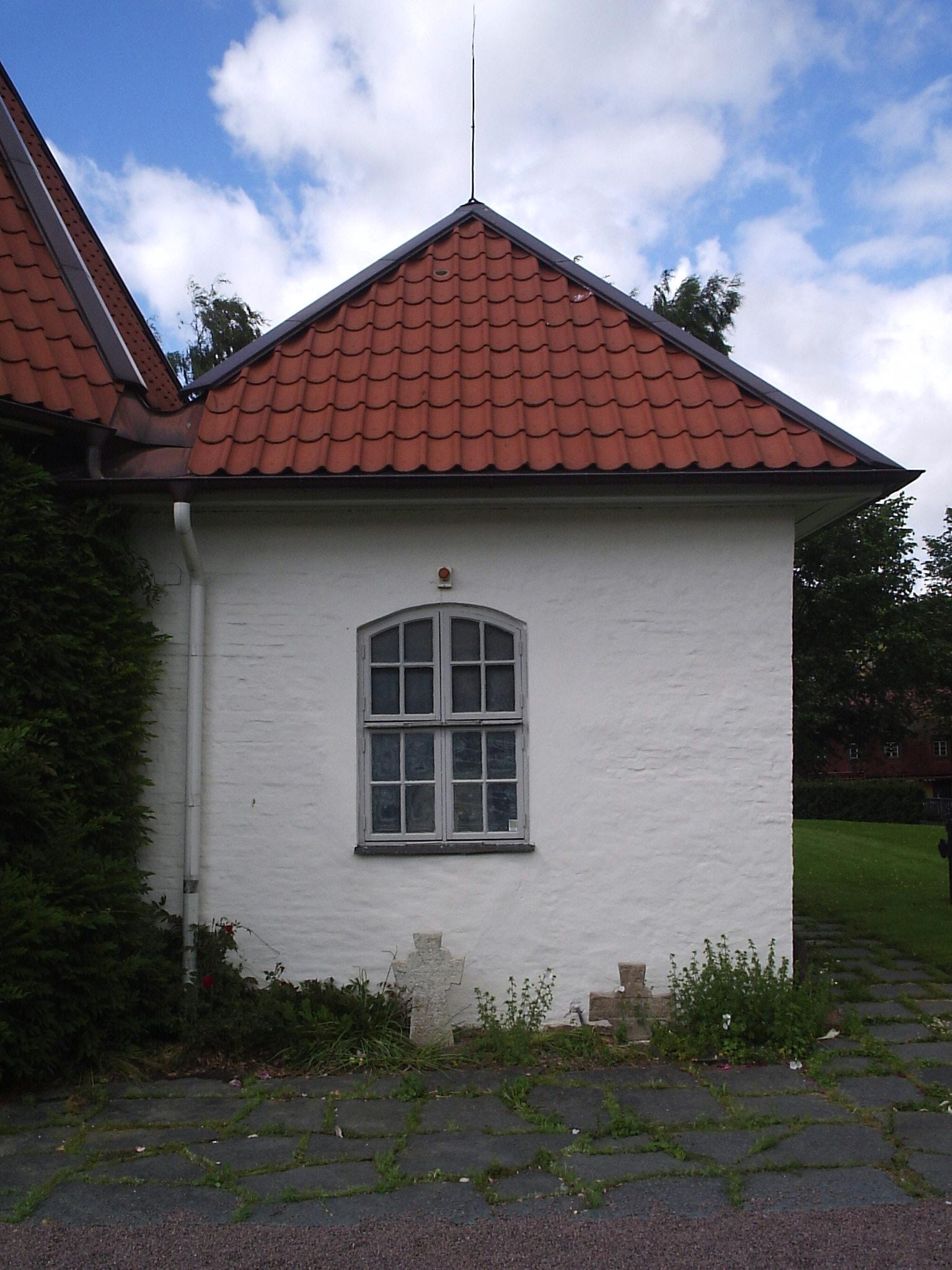
Sakristian
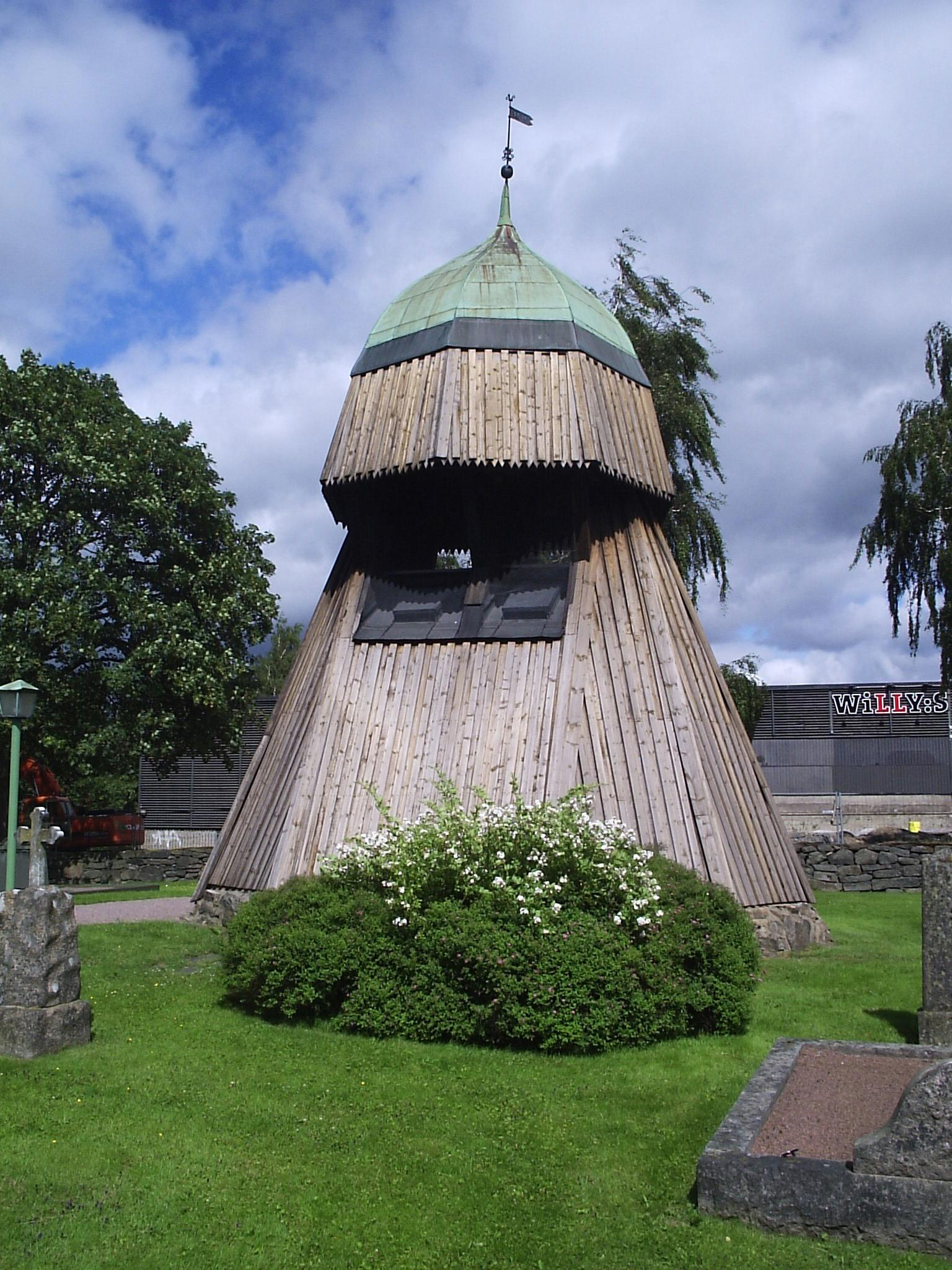
Klockstapeln